# Bùi Tấn Trường
Bùi Tấn Trường (sinh ngày 19 tháng 2 năm 1986) là một cầu thủ bóng đá chuyên nghiệp người Việt Nam hiện đang thi đấu ở vị trí thủ môn cho câu lạc bộ Trường Tươi Bình Phước.

## Sự nghiệp câu lạc bộ

### Đồng Tháp
Tài năng của Bùi Tấn Trường bắt đầu được phát hiện khi anh còn đi học ở trường trung học cơ sở Lai Vung. Khi đó, anh học lớp 7 nhưng đã cao tới 1,77 m và được xếp chơi vị trí thủ môn. Sau một lần xem Tấn Trường thi đấu, Sở Thể dục Thể thao Đồng Tháp đã quyết định chọn anh vào đội năng khiếu của tỉnh. Sau đó, anh càng ngày càng hoàn thiện kỹ năng trong màu áo các đội U-18 và U-21 của Đồng Tháp.
V-League 2007 là mùa giải chuyên nghiệp đầu tiên của Tấn Trường tại đội một của Đồng Tháp, cùng với Phan Thanh Bình, Nguyễn Quý Sửu và Đoàn Việt Cường. Ban đầu, anh chỉ bắt dự bị cho thủ môn Lê Văn Tưởng. Anh bắt đầu chiếm được vị trí số một trong khung thành của Đồng Tháp sau trận thắng Hà Nội ACB với tỷ số 3–1 ở vòng đấu thứ 13 V.League 2007. Ngày 28 tháng 7 năm 2007, Tấn Trường đã ghi bàn thắng từ một cú đánh đầu những phút bù giờ cuối cùng giúp Đồng Tháp có trận hòa 2–2 với Đồng Tâm Long An.
Tháng 3 năm 2010, Tấn Trường ký một bản hợp đồng kỷ lục với Đồng Tháp, biến anh trở thành thủ môn đắt giá nhất V-League vào thời điểm đó.

### Xuân Thành Sài Gòn
Mùa giải 2012, Sài Gòn Xuân Thành tung tiền mua hàng loạt những bom tấn trong có nổi bật là Tấn Trường. Anh được đưa về sân Thống Nhất với số tiền lót tay lên tới 9 tỷ đồng.

### Becamex Bình Dương
Sau khi Xuân Thành Sài Gòn giải thể vào năm 2013, Tấn Trường về đầu quân cho Becamex Bình Dương. Tại đây, anh đã giành được 2 chức vô địch V.League 1, 2 Cúp quốc gia và 2 Siêu cúp quốc gia. Ngay sau khi kết thúc mùa giải 2019, Bùi Tấn Trường đã chia tay Becamex Bình Dương, đội bóng mà anh có 6 năm gắn bó.

### Hà Nội
Vào giữa mùa giải 2020, Bùi Tấn Trường trở lại thi đấu bóng đá đỉnh cao khi đồng ý gia nhập câu lạc bộ Hà Nội. Ban đầu, anh là lựa chọn thay thế cho thủ thành dự bị Phí Minh Long dính chấn thương. Nhưng sau đó, anh bất ngờ chiếm được suất bắt chính và chơi cực hay trong khung gỗ của đội bóng Thủ đô.

## Sự nghiệp quốc tế

### Cấp độ trẻ
Ở cấp độ quốc tế, Tấn Trường được gọi vào đội tuyển U-20 Việt Nam từ năm 18 tuổi. Năm 2007, anh được triệu tập vào đội U-23 Việt Nam tham dự SEA Games 24 tổ chức tại Thái Lan. Tuy nhiên tại giải này, anh chỉ là thủ môn thứ 3 sau Tô Vĩnh Lợi và Trần Đức Cường.
Năm 2008, Tấn Trường cùng đội U-22 Việt Nam vô địch Merdeka Cup sau khi đánh bại Malaysia trên loạt sút luân lưu ở trận chung kết. Đặc biệt, Tấn Trường còn góp công lớn khi cản phá được một quả penalty giúp Việt Nam vô địch.
Tại SEA Games 25 tổ chức tại Lào, Trường được chọn làm đội phó và là thủ môn bắt chính của đội. Ở trận đấu ra quân gặp U-23 Thái Lan, Tấn Trường đã thi đấu rất tốt cho tới khi mắc sai lầm khi xử lý không quyết đoán để bị thủng lưới. Trận đấu kết thúc với tỷ số 1–1 khi Hoàng Đình Tùng thực hiện thành công quả penalty ở những phút cuối. Trong các trận đấu còn lại tại giải, anh thi đấu khá ổn định, trước khi gặp rắc rối với chấn thương vai trong trận chung kết với U-23 Malaysia, dẫn đến thất bại 0–1 và khiến U-23 Việt Nam vuột mất tấm huy chương vàng. Được biết dù dính chấn thương, Tấn Trường vẫn nén đau để thi đấu, nên khi hậu vệ Mai Xuân Hợp vô tình đá phản lưới nhà, anh đã không còn đủ khả năng phản ứng trong tình huống để thua ấy.

### Đội tuyển quốc gia

#### 2009–2013: Thời gian đầu
Anh lần đầu được triệu tập vào đội tuyển quốc gia Việt Nam ở vòng loại Asian Cup 2011 và có trận đấu ra mắt ở trận lượt về gặp Syria.
Tấn Trường tiếp tục được huấn luyện viên Henrique Calisto triệu tập vào đội hình tham dự AFF Cup 2010. Ban đầu, anh phải dự bị cho thủ thành số 1 Dương Hồng Sơn, nhưng bất ngờ được lựa chọn để bắt chính trong trận cuối vòng bảng gặp Singapore ngày 8 tháng 12 năm 2010. Tấn Trường chơi xuất sắc trong trận đấu này, góp công giúp tuyển Việt Nam thắng 1–0 và giành vé vào bán kết với ngôi nhất bảng. Tuy nhiên trong trận bán kết lượt đi với Malaysia trên sân vận động Bukit Jalil, anh lại mắc lỗi trong bàn thua đầu tiên của đội nhà khi cố gắng bắt dính bóng thay vì đấm bóng giải nguy trước cú đánh đầu căng của đối thủ, khiến bóng trôi vào lưới khiến Việt Nam thua chung cuộc 0–2 sau hai lượt trận và bị loại.
Ngày 15 tháng 11 năm 2013, trong trận thua 0–3 trước Uzbekistan ở vòng loại Asian Cup 2015, Tấn Trường đã mắc sai lầm nghiêm trọng dẫn tới bàn thua đầu tiên của Việt Nam khi bắt bóng không dính sau pha đánh đầu chuyền về của đồng đội, giúp cầu thủ đối phương đoạt bóng và sút vào lưới trống.

#### 2021–2022: Trở lại đội tuyển
Tháng 5 năm 2021, Tấn Trường được huấn luyện viên Park Hang-seo triệu tập vào đội tuyển quốc gia lần đầu tiên sau 8 năm để chuẩn bị cho vòng loại World Cup 2022, trong bối cảnh thủ môn số 1 Đặng Văn Lâm phải ở lại câu lạc bộ chủ quản Cerezo Osaka vì đại dịch COVID-19. Anh bắt chính trong cả 3 trận đấu cuối cùng thuộc vòng loại thứ 2 World Cup 2022 khu vực châu Á gặp Indonesia, Malaysia và UAE, để lại dấu ấn với hàng loạt các pha cứu thua trong trận đấu với Malaysia, trận đấu mà Việt Nam thắng 2–1.
Do Đặng Văn Lâm dính chấn thương nặng, Tấn Trường tiếp tục là thủ môn chính của đội tuyển trong cả năm 2021. Anh bắt chính 4 trên 6 trận đấu đầu tiên của Việt Nam ở Vòng loại thứ 3 World Cup 2022 khu vực châu Á, bao gồm 2 trận đấu với Ả Rập Xê Út (lượt đi thua 1–3, lượt về thua 0–1), một trận trước Trung Quốc (thua 2–3) và một trận gặp Nhật Bản (thua 0–1). Anh cũng có tên trong danh sách sơ bộ của đội tuyển Việt Nam nhằm chuẩn bị cho AFF Cup 2020. Tại AFF Cup 2020, anh chỉ là sự lựa chọn thứ 2 sau Trần Nguyên Mạnh, được bắt chính trận cuối cùng vòng bảng gặp Campuchia, trận đấu Việt Nam thắng 4–0.
Tháng 1 năm 2022, Tấn Trường tiếp tục được triệu huấn luyện viên Park Hang-seo triệu tập chuẩn bị cho 2 trận đấu gặp Úc và Trung Quốc tại vòng loại thứ 3 World Cup 2022 khu vực châu Á. Ngày 27 tháng 1, anh bắt chính trong trận đấu lượt về với Úc trên sân Melbourne Rectangular, trận đấu mà Việt Nam thua 0–4. Ngày 1 tháng 2, anh vào sân thay thế cho thủ môn Trần Nguyên Mạnh gặp chấn thương ở phút 86 trận đấu lượt về với Trung Quốc trên sân nhà Mỹ Đình, trận đấu mà Việt Nam thắng 3–1.

## Đời sống cá nhân
Năm 2011, Bùi Tấn Trường kết hôn với Trần Thị Ngọc Liên, người bạn gái lâu năm. Hiện nay, cặp đôi đã có với nhau hai cậu con trai. Tấn Trường cũng là anh họ của cựu tiền đạo Phan Thanh Bình (bố của Thanh Bình là em ruột của mẹ Tấn Trường).
Tấn Trường là một người rất thích chơi game và anh còn là một streamer không chuyên khi thường livestream để giao lưu với người hâm mộ. Năm 2010, anh từng mở một tiệm net mang tên mình ở quê nhà Cao Lãnh. Sau khi chia tay Becamex Bình Dương vào cuối năm 2019, Tấn Trường đã từng có ý định giải nghệ và chuyển sang làm streamer chuyên nghiệp.
Ngày 17 tháng 11 năm 2021, Tấn Trường khiến dư luận xôn xao về tin đồn anh thường xuyên lên TikTok để livestream đến khuya dẫn đến ảnh hưởng phong độ ở đội tuyển Việt Nam trong những trận đấu tại vòng loại thứ ba World Cup 2022. Anh nhanh chóng phủ nhận chuyện này, cho rằng mình chỉ livestream lúc đội tuyển tập luyện bình thường hoặc đã giải tán, chứ không bao giờ livestream trước các trận đấu.

## Thống kê sự nghiệp

### Quốc tế
Tính đến ngày 1 tháng 2 năm 2022
| Đội tuyển quốc gia | Năm       | Trận | Bàn |
| ------------------ | --------- | ---- | --- |
| Việt Nam           | 2009      | 1    | 0   |
| Việt Nam           | 2010      | 2    | 0   |
| Việt Nam           | 2011      | 1    | 0   |
| Việt Nam           | 2012      | 2    | 0   |
| Việt Nam           | 2013      | 1    | 0   |
| Việt Nam           | 2021      | 8    | 0   |
| Việt Nam           | 2022      | 2    | 0   |
| Tổng cộng          | Tổng cộng | 17   | 0   |

## Danh hiệu

### Câu lạc bộ
Đồng Tháp
- V.League 2: 2006

Xuân Thành Sài Gòn
- Cúp Quốc gia: 2012

Becamex Bình Dương
- V.League 1: 2014, 2015
- Cúp Quốc gia: 2015, 2018
- Siêu cúp Quốc gia: 2014, 2015

Hà Nội
- V.League 1: 2022
- Cúp Quốc gia: 2020, 2022
- Siêu cúp Quốc gia: 2020, 2022

### Quốc tế
U-23 Việt Nam
- Merdeka Cup: 2008
- Huy chương Bạc SEA Games: 2009

Cá nhân
- Quả bóng đồng Việt Nam: 2009[25]